# Kloster Gnadenberg

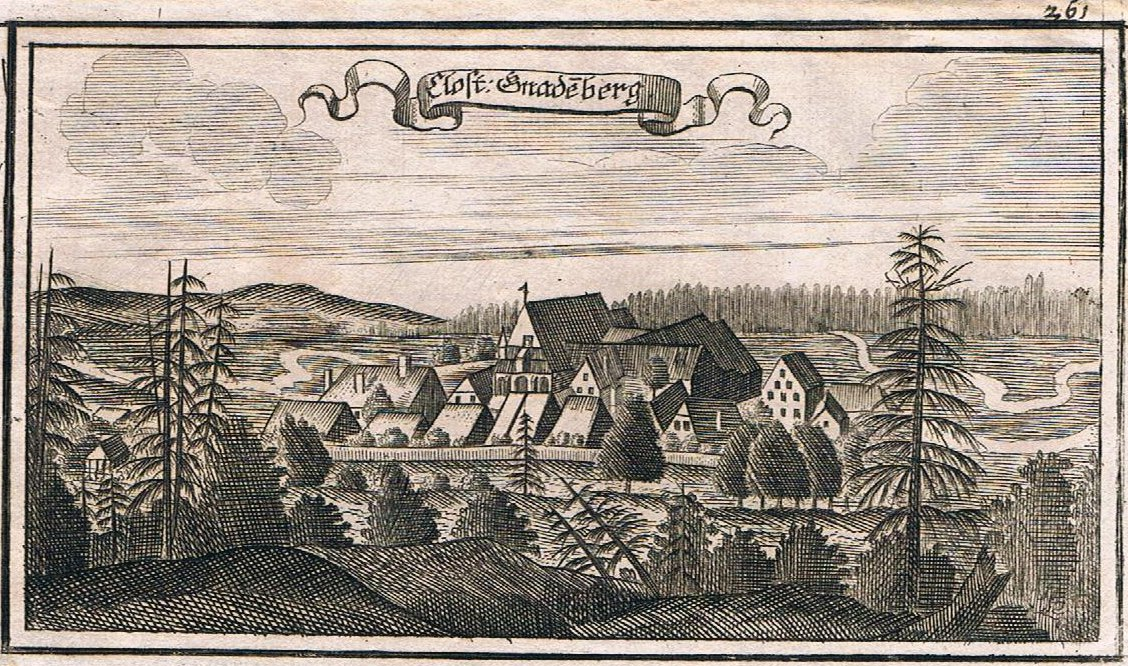
Stich des Klosters aus dem „Churbaierischen Atlas“ des Anton Wilhelm Ertl 1687

Das Kloster Gnadenberg  ist ein ehemaliges Kloster des Birgittenordens (Erlöserorden) im gleichnamigen Ortsteil der Gemeinde Berg bei Neumarkt in der Oberpfalz in Bayern in der Diözese Eichstätt.

## Lage
Das ehemalige Kloster liegt auf halber Bergeshöhe über dem Schwarzachtal südlich der Staatsstraße St 2240 mittig im Dorf auf 421 m ü. NHN.

## Geschichte

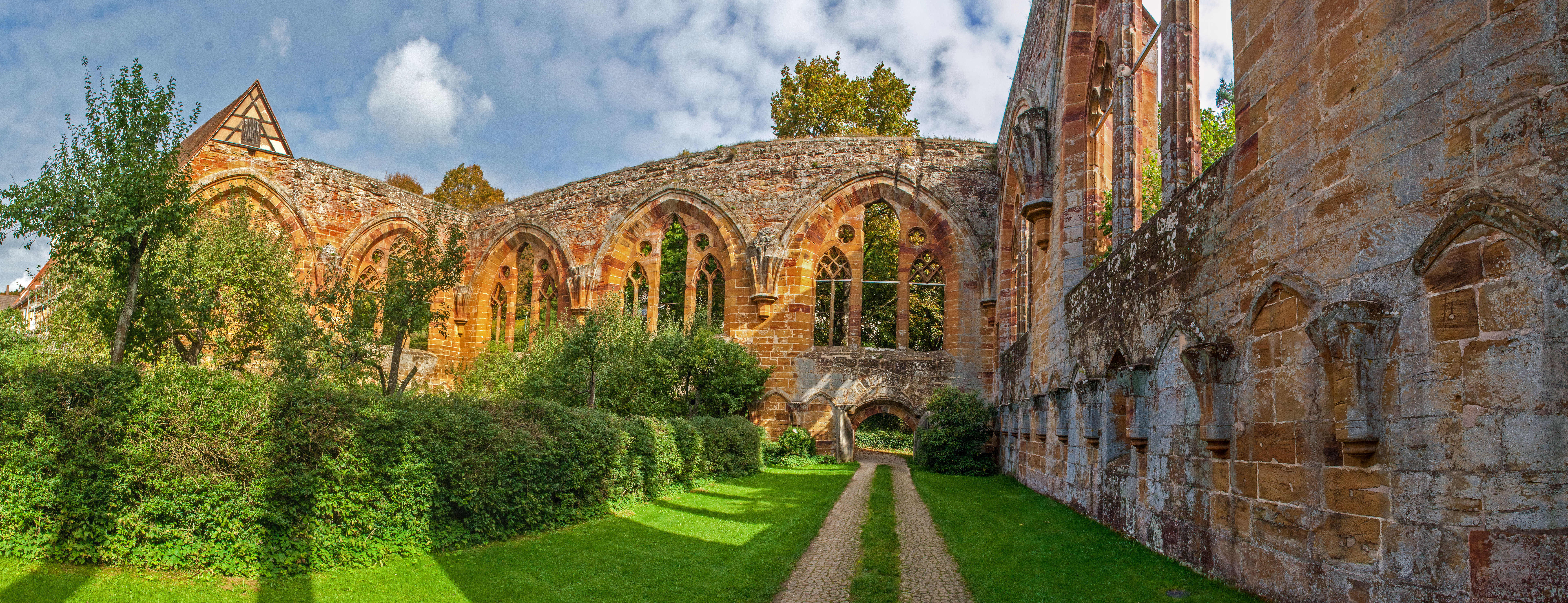
Kloster, Panoramablick, September 2013

Gnadenberg war das erste Birgittenkloster in Süddeutschland. Es wurde 1422 von Pfalzgraf Johann I. von Neumarkt und seiner Gattin Katharina, Tochter des Herzogs Wartislaw VII. von Pommern, an dem ursprünglich als Eichelberg bezeichneten Ort gegründet. Katharina kannte den Orden von dem Kloster Vadstena in Schweden her, in dem sie ihre Jugendzeit verbracht hatte. 1420 erteilte Papst Martin V. die Erlaubnis für die Errichtung eines Birgittenklosters. Der Stiftungsbrief des Pfalzgrafen trägt das Datum 3. Februar 1426 und den Namen Gnadenberg (Mons Gratiae). 1430 kamen die ersten Mönche aus dem Kloster Santa Brigida al Paradiso in Florenz. Die Birgittenklöster waren von der Ordensgründerin als Doppelklöster angelegt; nachdem 1435 das Frauenkloster fertiggestellt war, kamen 1435 die ersten Nonnen mit ihrer ersten Äbtissin Anna Svenson aus dem dänischen Kloster Maribo nach Gnadenberg.
Die Weihe einer Notkirche erfolgte am 15. Juli 1438 durch den Eichstätter Bischof Albrecht II. von Hohenrechberg; mit dem Bau der Klosterkirche wurde erst 1451 begonnen. Bei der Konsekration des Klosters am 11. Juli 1451 durch Bischof Johann III. von Eych waren dank rascher Nachwuchsgewinnung die dänischen Nonnen schon 1438 in ihre Heimat zurückgekehrt. Zur zweiten Äbtissin war Elisabeth Kniepantlin aus München (1438–1451) gewählt worden; in der zweiten Hälfte des 15. Jahrhunderts entwickelte sich Gnadenberg unter der Äbtissin Elisabeth Volkenstaller (1451–1471) zu einem führenden Kloster des Birgittenordens.
1434 übertrug Kaiser Sigismund den Schutz des Klosters der Reichsstadt Nürnberg.
Von Anbeginn an hatte das Kloster Gnadenberg enge Beziehungen zur Reichsstadt Nürnberg und dem nahen Altdorf. Reiche Schenkungen schufen einen beachtlichen Besitz aus Grundstücken, Zehenten und Rechten. Ab 1426 erwarb das Birgittenkloster vermehrt Güter im nahegelegenen Hagenhausen und übernahm ab 1449 die Pfarrei. Weiterer Besitz lag in Unterölsbach und  Anzenhofen.  Schon bald nach der Gründung traten Töchter aus Nürnberger Patrizierfamilien in das Kloster ein, über das die Reichsstadt die Schutzhoheit hatte. Zwischen 1470 und etwa 1520 lag die Blüte Gnadenbergs, das sich zu einem der führenden Klöster des Ordens entwickelte. Das Kloster erhielt reiche Unterstützung durch Nürnberger Bürgerfamilien, deren Töchter vielfach in das Kloster eintraten. Besonders das Nürnberger Patriziergeschlecht der Fürer tat sich dabei hervor.
Angeregt vom Johann von Eych, entfaltete Gnadenberg ein reges geistliches Leben, wie erhaltene Handschriften, eine Übersetzung der lateinischen Offenbarungen Birgittas ins Deutsche durch den Pater Nicolaus Koch (gest. 1484), das Abhalten eines Generalkapitels des Ordens 1487 und die Drucklegung der Offenbarungen in Nürnberg 1500 bezeugen, die von Anton Koberger in der deutschsprachigen Ausgabe gedruckt wurden.
Schwere Schäden erlitt das Kloster im Landshuter Erbfolgekrieg (1503–1505) und wurde 1504 von der Reichsstadt Nürnberg besetzt. Im 16. Jahrhundert erlebte das Kloster eine zweite Blütezeit unter der Äbtissin Barbara Fürer.
Mit der Einführung der Reformation um 1524 in Nürnberg ging es mit dem Kloster bergab. Der Grundbesitz Gnadenbergs war zu gering, um die bis zu etwa 80 Insassen ernähren zu können, so dass das Kloster auf Gaben der Besucher und Pilger angewiesen war. Die schnelle Einführung der Lehren Luthers in Nürnberg und anderen Reichsstädten brachte die Geldgaben, Spenden und Ablassgelder zum Versiegen und führte in Verbindung mit fehlendem Nachwuchs zur schnellen Verarmung des Klosters. Unter der Äbtissin Ursula von Seckendorff (1528–1533) löste sich der Priesterkonvent auf, und unter der der letzten Äbtissin Ursula Braun, genannt Breunin (1533–1558), lebte nur ein einziger Priester im hohen Alter. Als 1556 durch den neuen Landesherren Ottheinrich auch in der Oberen Pfalz die Reformation Einzug hielt, wurde das Kloster allmählich aufgelöst. Das Kloster wurde 1563 säkularisiert; der Klosterbetrieb kam 1570 zum Erliegen. Ab 1577 wurden die Klostergüter verkauft bzw. als Lehen vergeben. 1631 wurde versucht, das Kloster im Zug der Gegenreformation wiederzubeleben. Im Dreißigjährigen Krieg brannten dann aber am 23. April 1635 schwedische Truppen die Kirche und Teile des Klosters nieder. 1655 wurde das Refektorium zu einer Kirche umgebaut, die Steine stammten aus der Ruine.
1671 wurde das Kloster dem neugegründeten Orden der Salesianerinnen zugeteilt, die aus ihrer ersten deutschen Niederlassung St. Anna in München nach Gnadenberg kamen, aber die Kirche nicht wieder aufbauten. Mit der Säkularisation in Bayern zu Beginn des 19. Jahrhunderts wurde auch dieses Nachfolgekloster aufgelöst. Die Klostergüter und die Ruine kamen in Privatbesitz, letztere, bis sie 1898 vom Königreich Bayern erworben wurde. Die Wände der Kirchenruine wurden unter Denkmalschutz gestellt, während das Innenareal Privatbesitz blieb. Im Verlauf des 19. Jahrhunderts wurden Teile der Ruine abgebrochen und in die Südecke der Kirchenruine ein Haus eingebaut.

## Liste der Äbtissinnen von Kloster Gnadenberg
- Anna Svenson (1435–1438) von Kloster Maribo
- Elisabeth Kniepäntl (1438–1451) aus München
- Elisabeth Volkenstaller (1451–1471) aus Nürnberg
- Margaretha Rindsmaul (1471–1489)
- Barbara Fürer (1489–1509) aus Nürnberg
- Katharin Königsfelder (1509–1528) aus Kemnath[7]
- Ursula von Seckendorff (1528–1533)[1]
- Ursula Braun (1533–1558) aus Nürnberg[1]

## Verwalterinnen
- Klara Zameister 11558-1561[7]
- Elisabeth Stolz 1561-1571[7]

## Klosterkirche
In der Amtszeit der Äbtissin Barbara (reg. 1489-1509) erfolgte der Bau der großen gotischen Abteikirche, die genau die von der Ordensgründerin angegebenen Maße nach Vorbild der Kirche des schwedischen Mutterklosters Vadstena  einhielt.
Nach den Vorschriften des Birgittenordens bestand die Klosterkirche aus drei gleich großen und hohen Schiffen zu je fünf Gewölbejochen von ungefähr quadratischem Grundriss und einem Altarchor mit 13 Altären im Westen und wurde 1477–79 eingedeckt. Sie war aber noch nicht gewölbt, als sie an Pfingsten 1483 von Weihbischof Kilian von Eichstätt geweiht wurde. Über das Ordensbauprogramm hinausgehend war an den Innenwänden ein Emporengang angebaut. Die Einwölbung der Kirche erfolgte 1511–18 mit Netzgewölben; gleichzeitig baute man am Schwesternhaus. Die Baumeister kamen aus  Nürnberg, so Meister Jakob Grimm (Baupläne und Bauleitung), Meister Eucharius Gaßner (Zimmerarbeiten) und Hans Frommiller (Wölbung); Albrecht Dürer war mit einem Gutachten zu dem etwas problematischen, nach Chronistenangabe gewaltigen und kunstvollen Dachstuhl der Klosterkirche beauftragt worden. Die Kirche besaß keinen Turm, sondern nur einen Dachreiter.

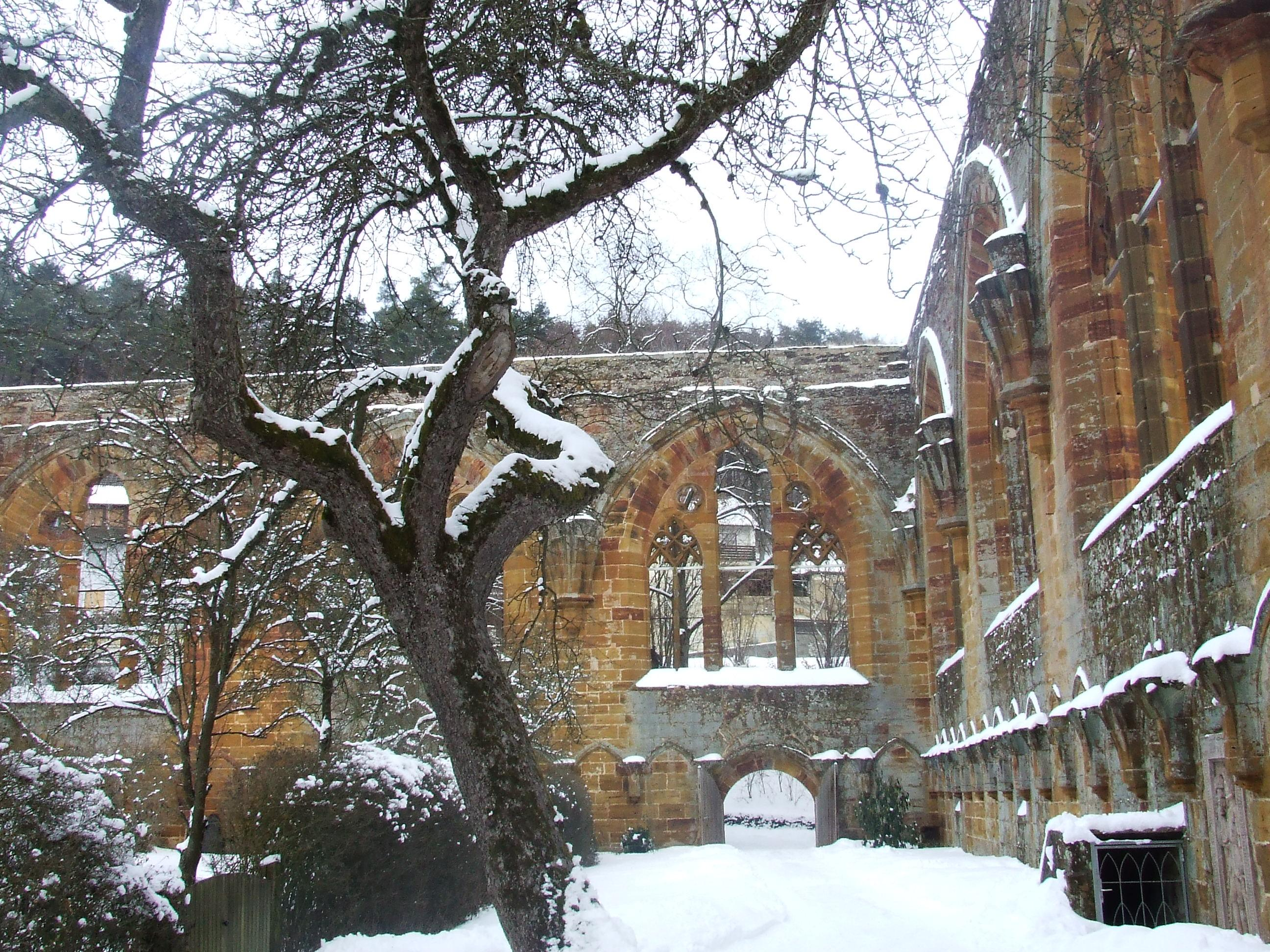
Klosterkirche innen, nach Norden
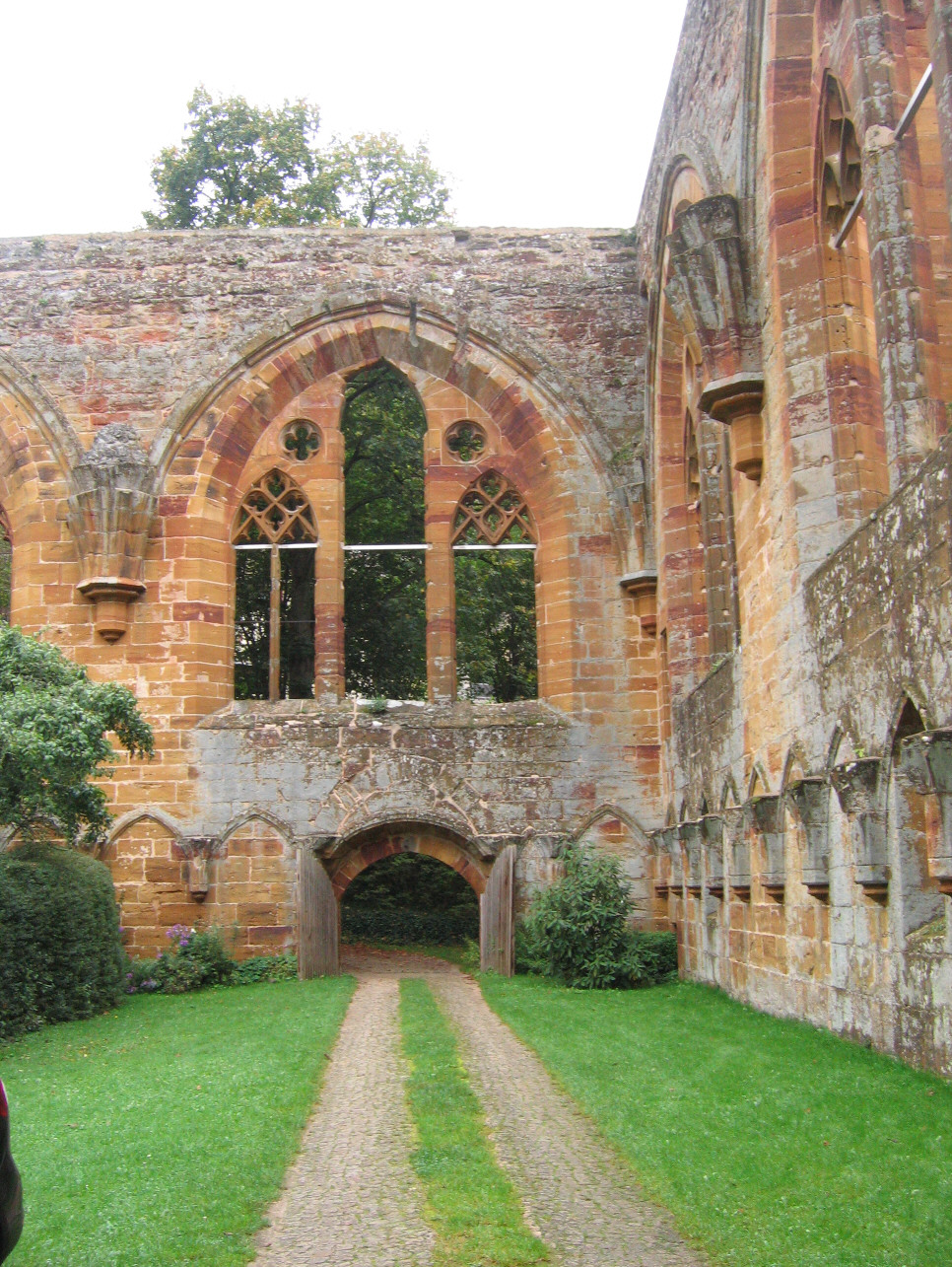
Klosterkirche innen, nach Norden
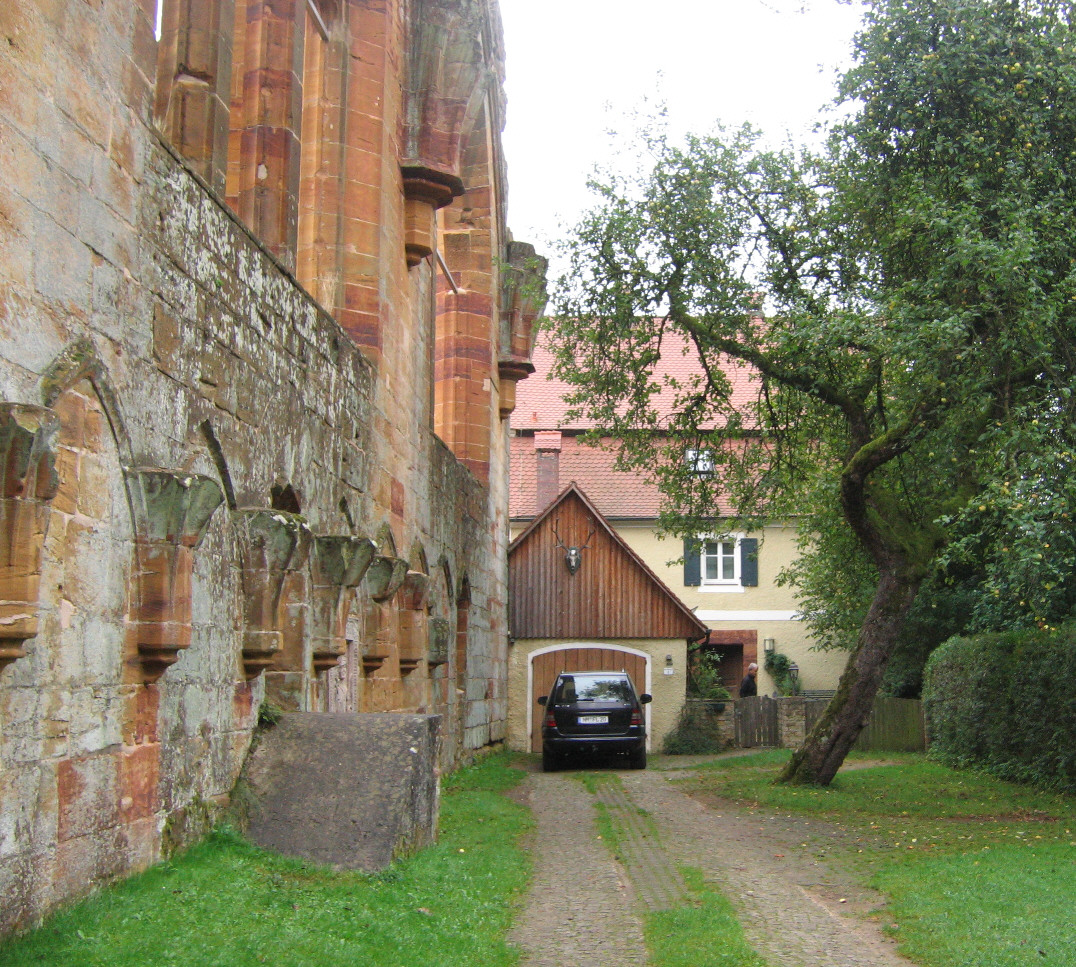
Klosterkirche innen, nach Süden
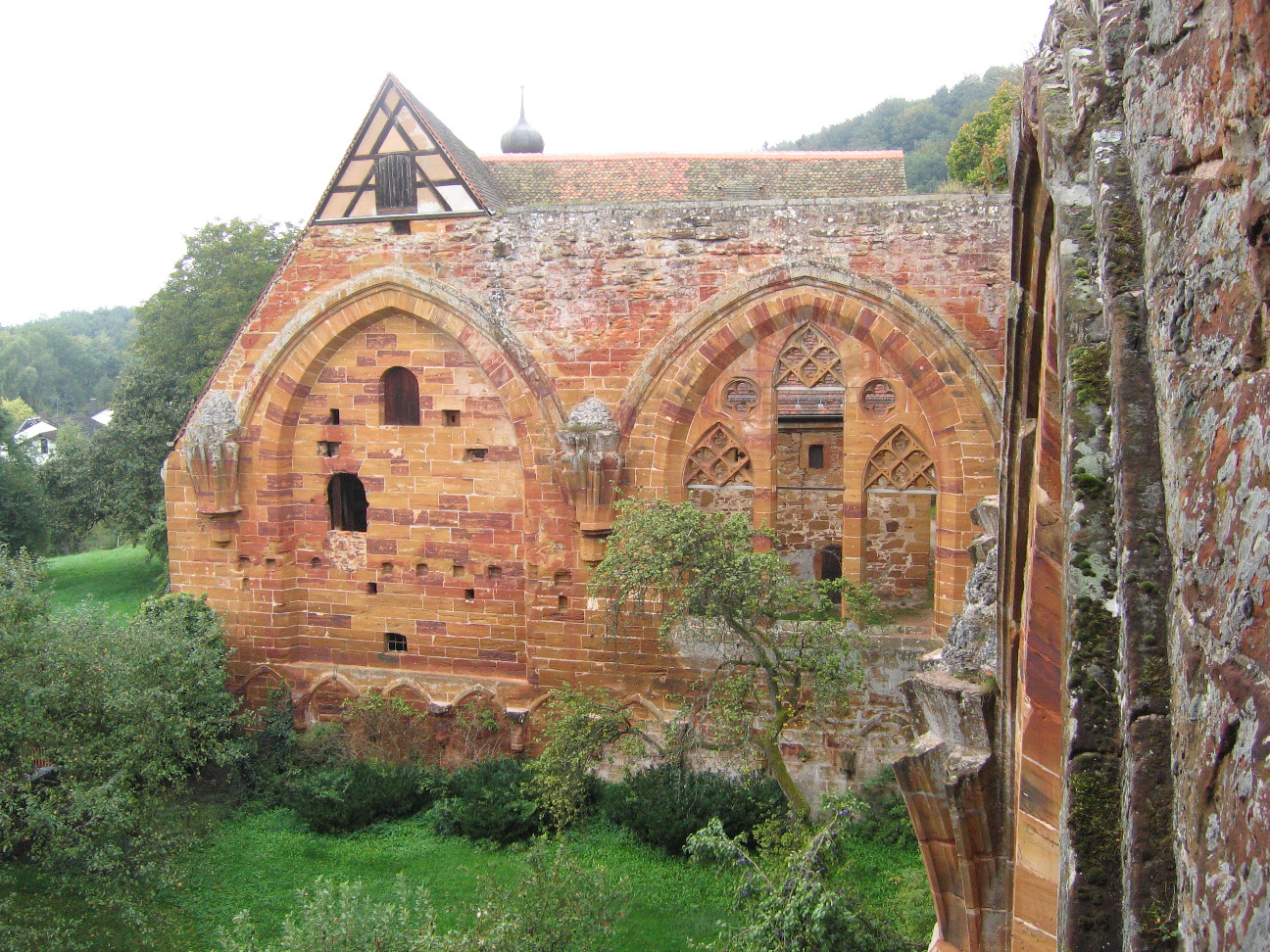
Klosterkirche innen, Richtung Refektorium
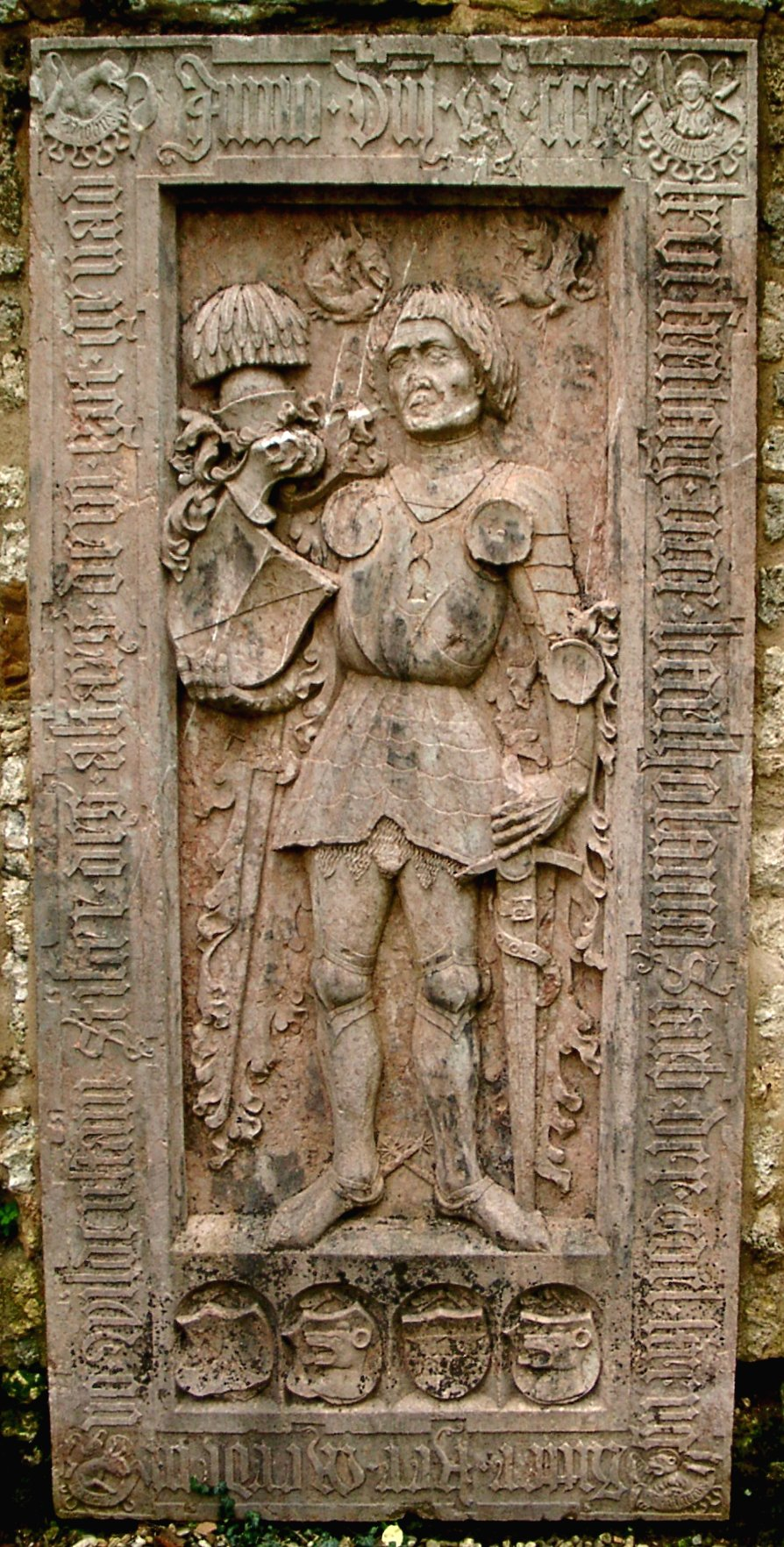
Epitaph des Ritters Martin von Wildenstein (gest. 1466)
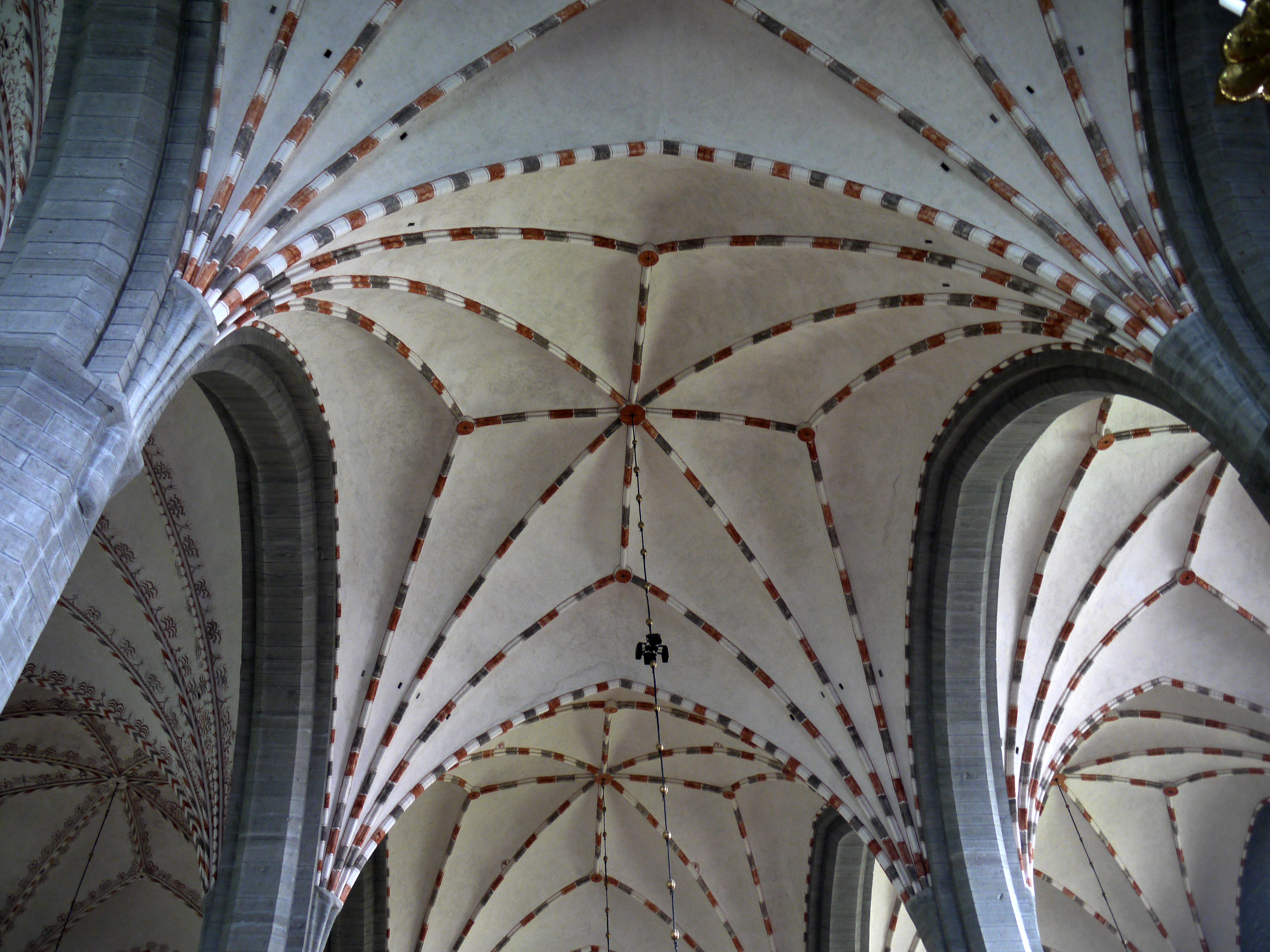
Netzgewölbe der Kirche im Mutterkloster Vadstena

## Heutiger Zustand
Die Ruine der ehemaligen Klosterkirche beeindruckt durch die Monumentalität der noch stehenden hohen Außenmauern aus hellbraunem Sandstein sowie durch das gotische Maßwerk ihrer großflächigen Fensteröffnungen. In der Südostwand befindet sich als einziges erhaltenes Grabdenkmal das lebensgroße Relief-Epitaph des 1466 verstorbenen Ritters Martin von Wildenstein, der 1460 einen Himmelfahrtsaltar und Geld für Glasgemälde gestiftet hatte; das Hochgrab der Stifterin Katharina († 1426) vor dem Brüderchor ist verschwunden. Außen sind die Strebepfeiler einmal abgesetzt und einfach abgedacht. Die Grundfläche der ehemaligen Hallenkirche beträgt 70 mal 37 Meter. Die Kirchenruine ist wegen eines Privatgartens, unter dem die Pfeilersockel vermutet werden, nur teilweise zugänglich. Nicht zugänglich sind auch die Reste des ehemals gewölbten Kreuzgangs im ehemaligen Klosterhof und des Nonnenklosters, das ein Viereck bildete, von dem sich der nordöstliche Flügel erhalten hat. Die Umfassungsmauern der gesamten Klosteranlage sind teilweise noch vorhanden.

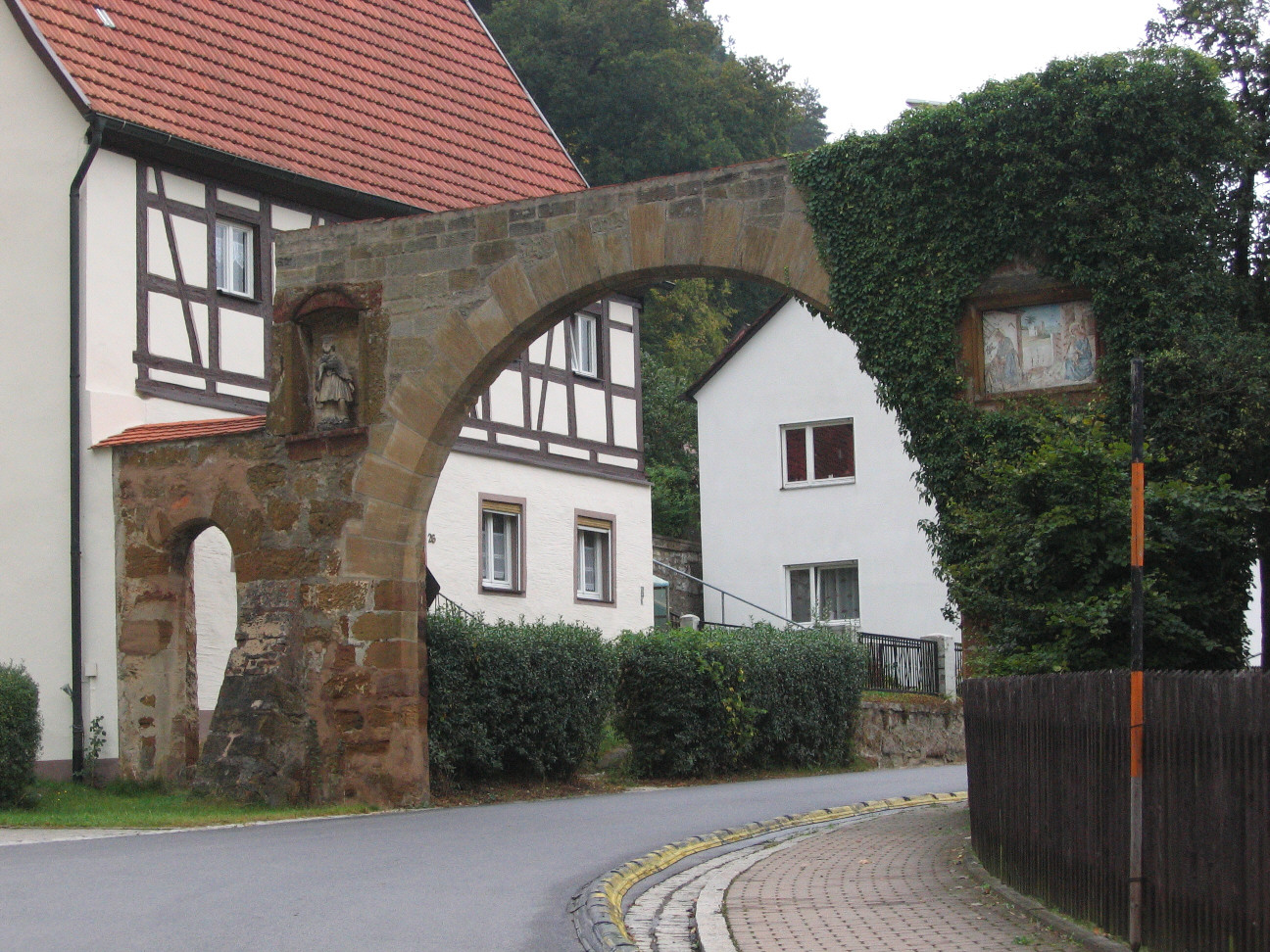
Das Klostertor vor dem Verkehrsunfall
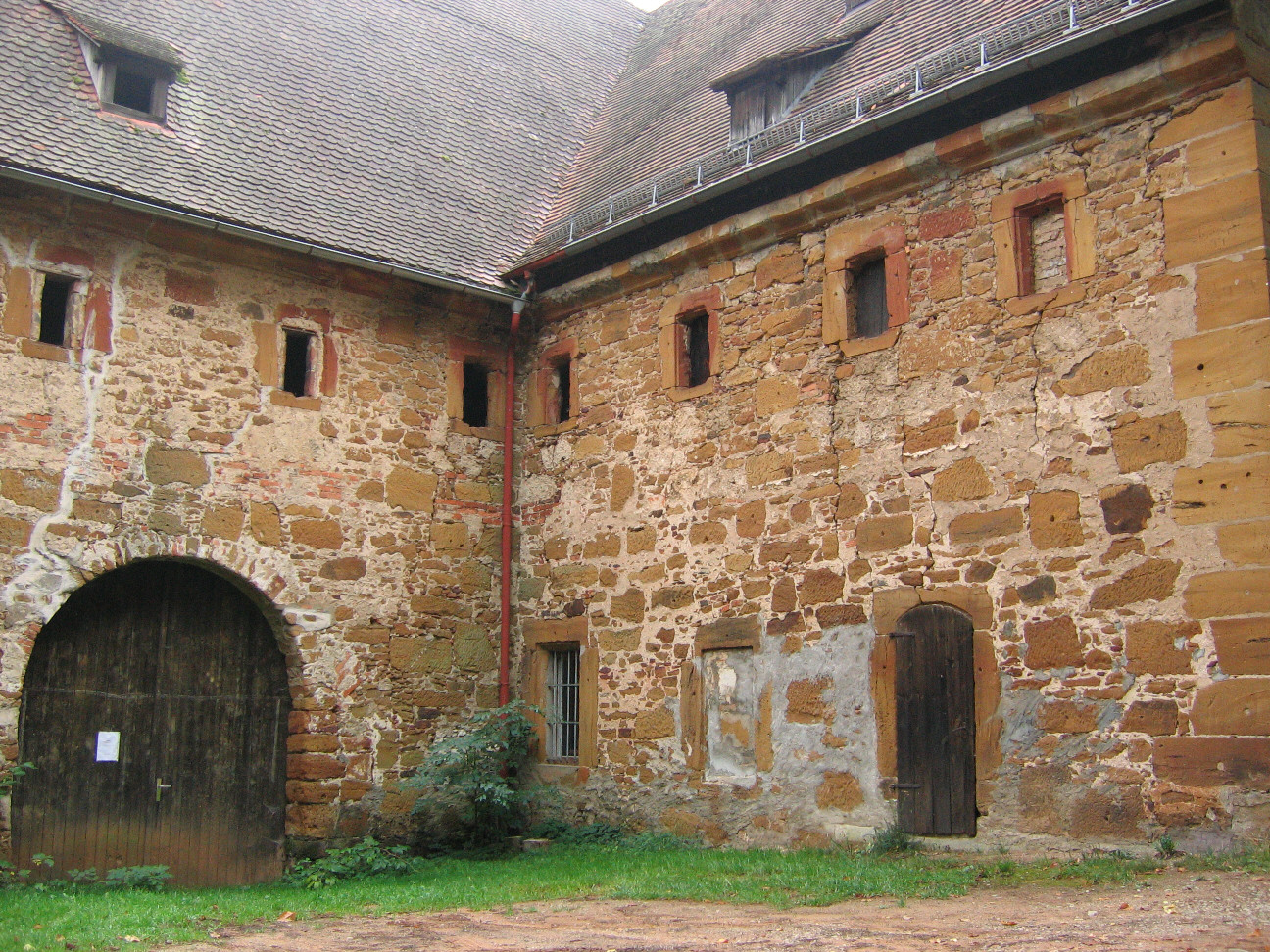
Reste des Schwesternklosters mit dem Refektorium
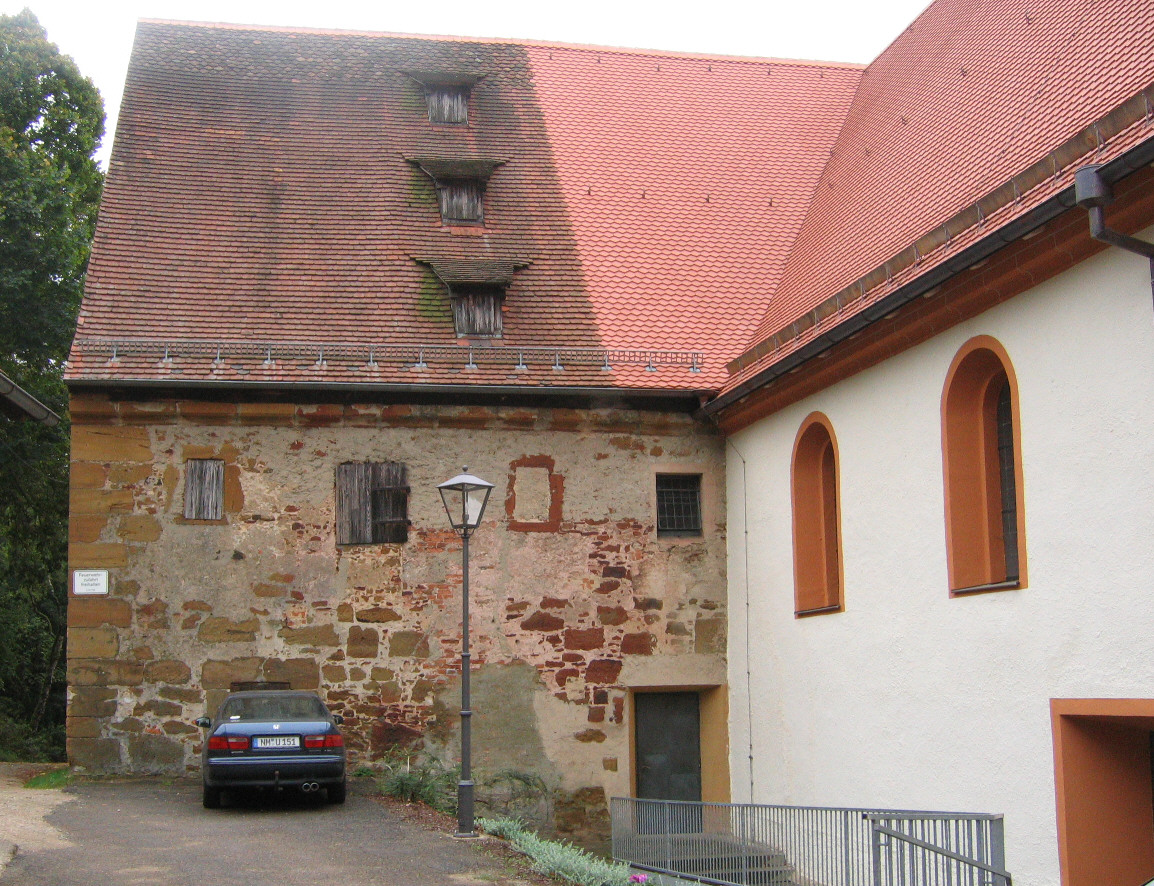
Reste des Schwesternklosters mit der heutigen Pfarrkirche (rechts)

Vom Kloster, dessen Gebäude zu beiden Seiten der Kirche lagen, sind der Brüdertrakt im Südosten und der Schwesterntrakt bis auf unbedeutende Reste im Nordwesten verschwunden.
Das Klostertor wurde am 6. September 2023 zerstört, als ein Lkw versuchte, hindurchzufahren. Der Wiederaufbau dauerte bis zum 23. Mai 2025.

## Pfarrkirche
Nach der Wiedereinführung des Katholizismus in der Oberpfalz benutzte man zunächst die Sakristei der ehemaligen Klosterkirche als Notkirche der Pfarrei St. Birgitta. 1654–55 wurde der im Nordwesten stehengebliebene Klosterflügel, der das Refektorium enthalten hatte, zur Kirche umgebaut; diese hat vier Fensterachsen und keinen ausgeschiedenen Chor. Über dem Giebel befindet sich ein Dachreiter. Die Kirche hat eine barocke Ausstattung aus der zweiten Hälfte des 17. Jahrhunderts; der Hochaltar zeigt im Altarbild die mystische Vermählung Birgittas mit Christus.

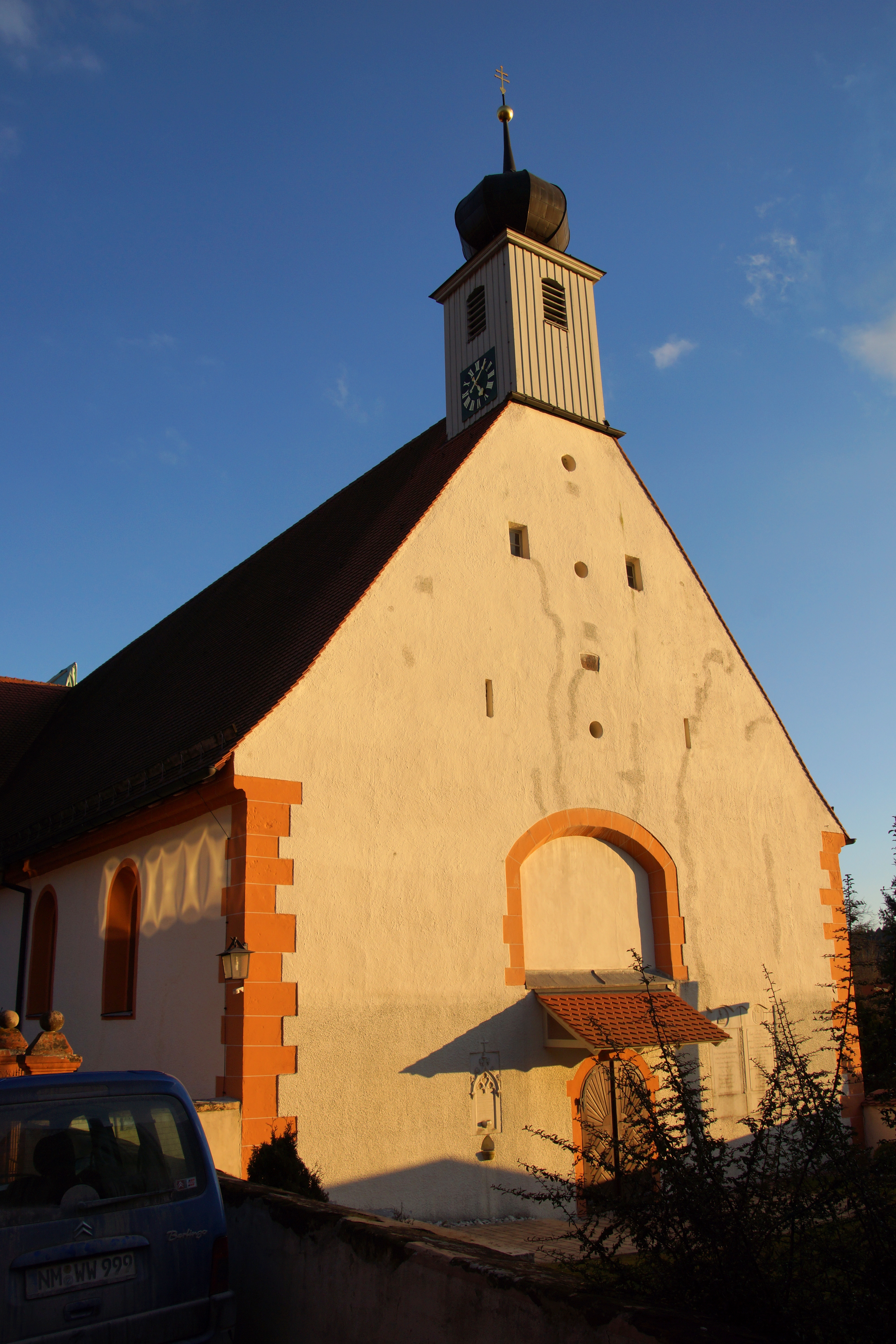
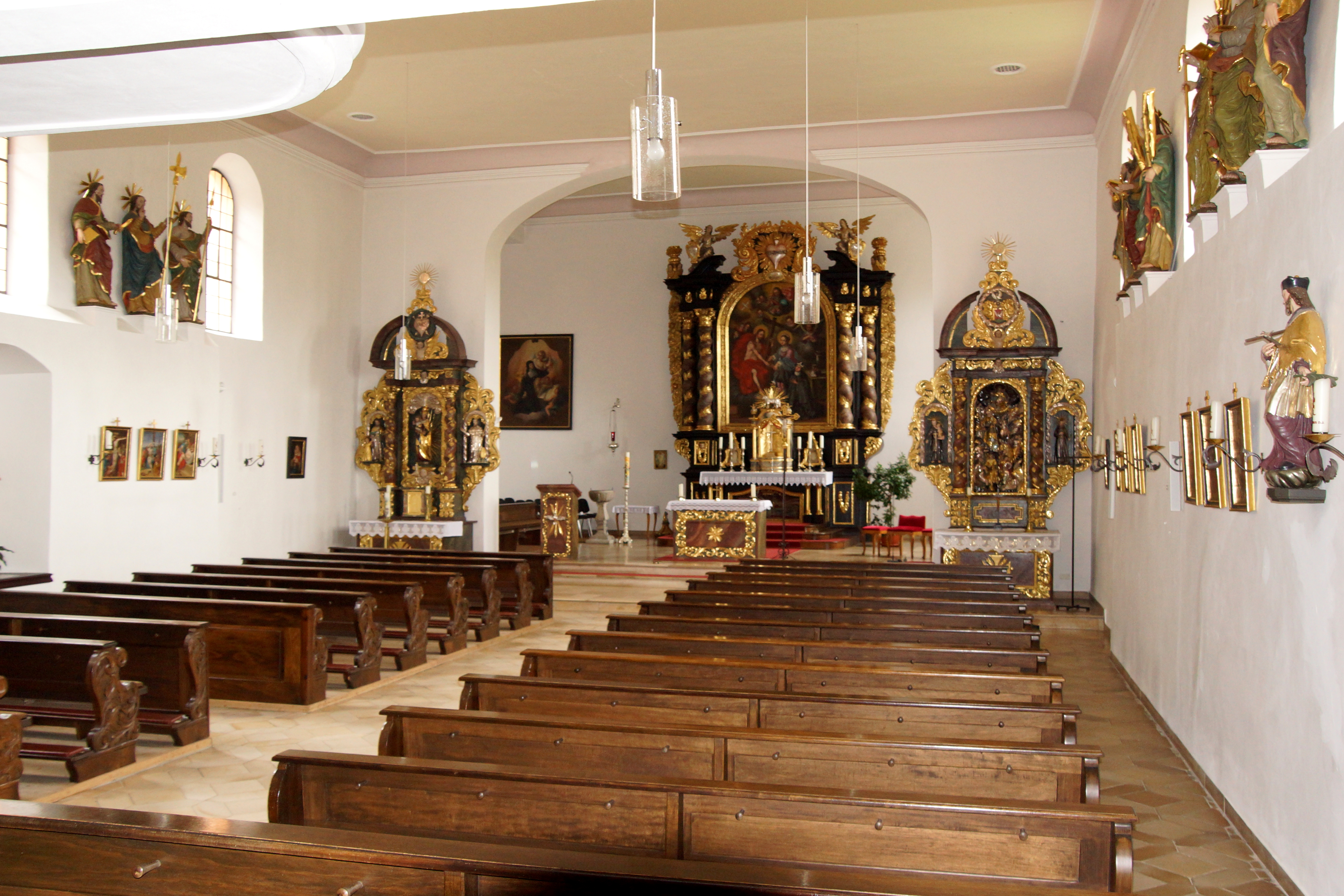
Pfarrkirche St. Birgitta
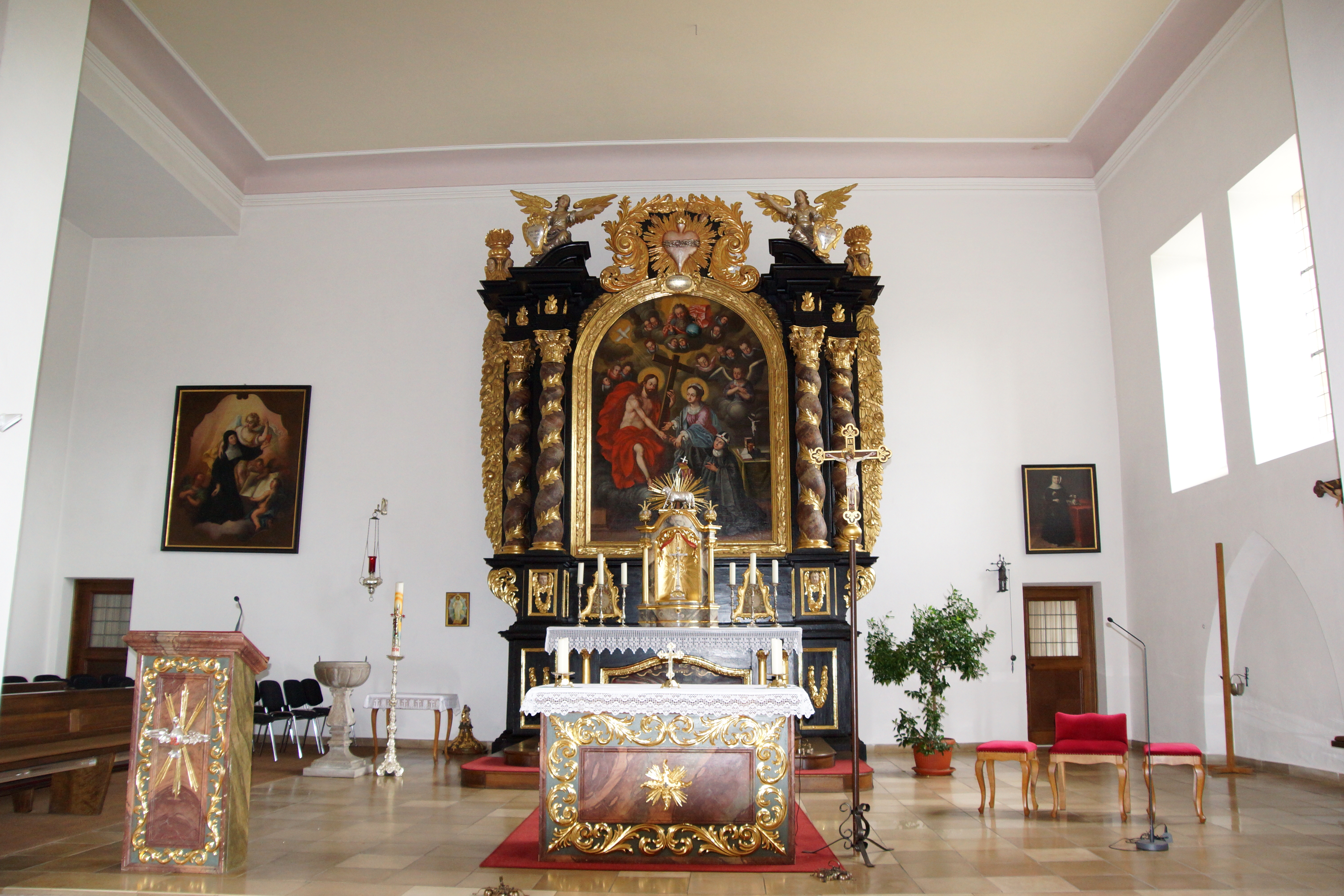
Altar
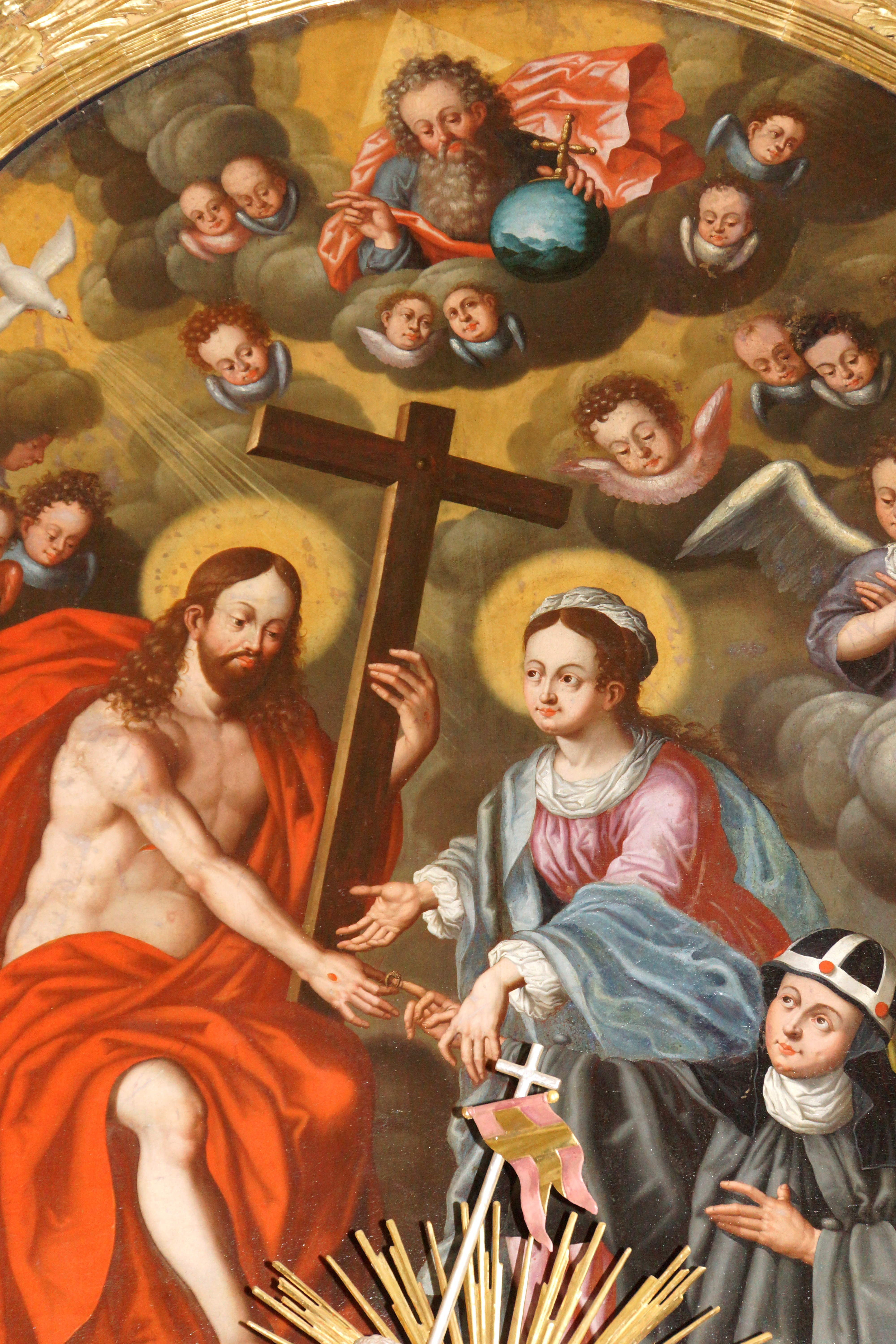
Altarbild

Von 1834 bis 1840 wirkte hier der spätere Würzburger Domdekan und bayerische Landtagsabgeordnete Georg Joseph Götz (1802–1871) als Pfarrer.